# Данила Карабањ
Данила Сергејевич Карабањ (рус. Данила Сергеевич Карабань — Новаполацк, 26. јул 1996) професионални је белоруски хокејаш на леду који игра на позицијама левог крила и центра.
Члан је сениорске репрезентације Белорусије за коју је на међународној сцени дебитовао на светском првенству 2017. године. 
Од 2016. игра у редовима Динама из Минска у КХЛ лиги. У сезони 2015/16. проглашен је за најбољег младог играча Белорусије.